# Laetmonice brevepinnata
Laetmonice brevepinnata är en ringmaskart som beskrevs av Horst 1916. Laetmonice brevepinnata ingår i släktet Laetmonice och familjen Aphroditidae. Inga underarter finns listade i Catalogue of Life.